# Teupitz
Teupitz – miasto w Niemczech, w kraju związkowym Brandenburgia, w powiecie Dahme-Spreewald, siedziba urzędu Schenkenländchen. W 2008 r. liczyło 1 870 mieszkańców.